# 武田丽子
武田丽子（日语：／ Takeda Reiko，1984年12月14日—）是一位日本马术运动员。

## 生平
1984年出生于日本兵库县神户市，从中学开始学习马术，师从杉谷泰造。甲南大学毕业后从事专业马术比赛，曾代表日本参加2010年亚洲运动会、2012年夏季奥林匹克运动会和2016年夏季奥林匹克运动会。

## 家庭
父亲是武田药品工业会长武田国男。